# Liste du patrimoine immobilier classé d'Étalle
Cette page regroupe l'ensemble du patrimoine immobilier classé de la commune belge d’Étalle.
| Objet | Année de construction / Architecte | Adresse                     | Section communale                             | Coordonnées                      | Numéro d’inventaire | Illustration                                                    |
| --- | ---------------------------------- | --------------------------- | --------------------------------------------- | -------------------------------- | ------------------- | --------------------------------------------------------------- |
| Refuge antique fortifié et ruines des halles des vieilles forges du XVIIe siècle (M) et ensemble formé par les bâtiments précités et les environs immédiats de cet ancien camp romain (S) |                                    |                             | Buzenol                                       | 49° 37′ 51″ nord, 5° 35′ 42″ est | 85009-CLT-0001-01   | Ancien camp romain, ruines des forges et environs immédiats     |
| Église Saint-Martin à Villers-sur-Semois |                                    | Rue Saint-Martin            | Villers-sur-Semois                            | 49° 41′ 59″ nord, 5° 33′ 40″ est | 85009-CLT-0002-01   | Église Saint-Martin à Villers-sur-Semois                        |
| Lavoir situé près de l'église Saint-Martin |                                    | Rue Saint-Martin            | Villers-sur-Semois                            | 49° 41′ 59″ nord, 5° 33′ 39″ est | 85009-CLT-0003-01   | Image manquanteTéléverser                                       |
| Pompe |                                    | Rue du Marais               |                                               | 49° 40′ 18″ nord, 5° 33′ 53″ est | 85009-CLT-0004-01   | Image manquanteTéléverser                                       |
| Pompe située à Etalle |                                    | Place communale, Etalle     |                                               | 49° 40′ 26″ nord, 5° 33′ 50″ est | 85009-CLT-0005-01   | Image manquanteTéléverser                                       |
| Pompe, chaussée Romaine |                                    | Chaussée Romaine            |                                               | 49° 40′ 11″ nord, 5° 33′ 50″ est | 85009-CLT-0006-01   | Image manquanteTéléverser                                       |
| Lavoir, route de Mortinsart |                                    | Mortinsart, rue du Plainois | Villers-sur-Semois                            | 49° 42′ 15″ nord, 5° 35′ 07″ est | 85009-CLT-0007-01   | Image manquanteTéléverser                                       |
| Tilleul proche de l'église de Chantemelle |                                    | Place Saint-Michel          | Chantemelle                                   | 49° 39′ 11″ nord, 5° 39′ 04″ est | 85009-CLT-0008-01   | Tilleul proche de l'église de Chantemelle                       |
| Alignement comprenant 36 tilleuls situé à Chantemelle |                                    | Rue de la Chapelle          | Chantemelle                                   | 49° 38′ 59″ nord, 5° 39′ 05″ est | 85009-CLT-0009-01   | Alignement comprenant 36 tilleuls situé à Chantemelle           |
| Vieux bras de la Semois (Villers-sur-Semois, Tintigny, Etalle) |                                    |                             | Villers-sur-Semois et Sainte-Marie-sur-Semois | 49° 41′ 16″ nord, 5° 33′ 23″ est | 85009-CLT-0010-01   | Image manquanteTéléverser                                       |
| Marais dits du Landbrough et alentours (+ Arlon/Hachy, Heinsch) |                                    |                             |                                               | 49° 39′ 17″ nord, 5° 41′ 01″ est | 85009-CLT-0011-01   | Marais dits du Landbrough et alentours (+ Arlon/Hachy, Heinsch) |
| Ensemble du site archéologique de Buzenol, y compris les anciennes forges |                                    |                             | Buzenol                                       | 49° 37′ 49″ nord, 5° 35′ 30″ est | 85009-PEX-0001-03   | Site archéologique de Buzenol                                   |
| Marais dits du Landbrough (+ Arlon/Hachy, Heinsch) |                                    |                             |                                               | 49° 39′ 17″ nord, 5° 41′ 01″ est | 85009-PEX-0002-01   | Marais dits du Landbrough (+ Arlon/Hachy, Heinsch)              |